# Rayman Bimbi
Rayman Bimbi (in originale Rayman Activity Centre) è un videogioco educativo sviluppato da Ubisoft della serie Rayman.

## Personaggi principali
- Rayman: il protagonista
- Betilla: una Fata già comparsa in altri giochi. Doppiata da Jasmine Laurenti.
- Joe il grillo: come dice il nome, è un grillo che fa numerose apparizioni.
- Il Clown innamorato: un clown, protagonista del minigioco Il Clown innamorato. Doppiato da Pietro Ubaldi.

## Modalità di gioco
Il videogioco (la cui grafica è in due dimensioni, identica al gioco Rayman, primo della serie) è caratterizzato da numerosi minigiochi educativi, riguardanti il riconoscimento delle immagini e delle lettere; e insegna ai giocatori giovani la funzione dei tasti del computer.
Si sforza di far gioire i bambini con attività di apprendimento e mini giochi interattivi, con tre livelli di difficoltà per educare i bambini con delle sfide di apprendimento.
Tra le attività che sono presenti nel videogioco, è possibile colorare, disegnare e stampare disegni, imparare ad assemblare forme geometriche, sviluppare il riconoscimento delle lettere e apprendere altre capacità di riconoscimento.